# Saponifikacija
Saponifikacija je proces kojim se proizvodi sapun, obično od masti i baza.

## Trigliceridi
Biljna ulja i životinjske masti su glavni materijali koji se saponifikuju. Ovi masni materijali, triestri pod nazivom trigliceridi , su smese izvedene iz različitih masnih kiselina. Trigliceridi se mogu pretvoriti u sapun bilo u jednom ili u dva koraka. U tradicijskom procesu u jednom koraku, trigliceridi se tretiraju jakom bazom (npr. NaOH), što ubrzava prekid esterskih veza i oslobađa soli masnih kiselina i glicerol. Ovaj proces je glavni način za industrijsku proizvodnju glicerola. 
Ako je potrebno, sapuni mogu biti istaloženi soljenjem zasićenim natrijum hloridom. Saponifikacijska vrednost je iznos osnovice potrebne za pretvaranje masnog uzorka u sapun. Za poboljšanje sapuna, trigliceridi se visoko prečišćavaju, ali saponifikacije uključuje i druge baze hidrolize nepročišćenih triglicerida (na primer, konverzija masti od leševa u masti, često zivane "grobni vosak”. Ovaj proces je brži ako je količina masnog tkiva visoka, ako su agensi razgradnje odsutni ili samo delimično prisutni.

### Mehanizam hidrolize baza
Reakcijski mehanizam kojim se pomoću baza razlaže ester uključuje serije nukleofil acil ravnoteže. Hidroksidni anjon se dodaje (ili “napada”) karbonil grupu estra. Neposredni product je ortoestar:
Isključivanje alkoksida generiše karboksilnu kiselinu:
Alkoksidni jon je jaka baza, tako da se proton prenosi sa karboksilne kiseline na alkoksidni jon, formirajući alkohol: 
U klasičnom laboratorijskom postupku, triglicerid trimiristin se dobija ekstrakcijom iz muškatnog oraščića, dietiletrom. Saponifikacija u natrijumsku so miristinske kiseline odvija se pomoću NaOH u vodi. Kiselina, sama po sebi, se može dobiti dodavanjem razređene hlorovodične kiseline.

### Parne hidrolize
Trigliceridi se takođe saponifikuju u dvokoračnom procesu koji počinje parom hidrolize triglicerida. Ovaj proces daje karboksilne kiseline, a ne svoje soli, kao i glicerol. Nakon toga, masne kiseline se alkalnim dodacima neutrališu i daju sapun. Prednost procesa u dva koraka je da masne kiseline mogu biti prečišćena, što daje sapune poboljšanog kvaliteta. Parna hidroliza se odvija preko mehanizma koji je sličan putu katalize baza, uključujući napad vode (ne hidroksida) na karbonilni centar. Proces je sporiji i stoga zahtjeva paru.

## Primena
Poznavanje saponifikacije je relevantno za mnoge tehnologije i mnoge aspekte svakodnevnog života.

### Meki i tvrdi sapuni
U zavisnosti od prirode alkalija koje se koriste u njihovoj proizvodnji, sapuni imaju različite osobine. Natrijum hidroksid (NaOH) daje "tvrde sapune", koji se mogu koristiti u vodi koja sadrži Mg, Cl, i Ca soli. Kada se koristi kalijum hidroksid (KOH), nastaju meki sapuni, koji se ne mogu koristiti u tvrdoj vodi.

### Litijumovi sapuni
Litijumski derivati 12-hidroksistearata i nekoliko drugih karboksilnih kiselina su važni sastojci mazivih masti. U litijumskim mastima, litijum karboksilati su zgušnjivači. Uobičajeni su "kompleksni sapuni", a to su kombinacije metalnih sapuna, kao što su litijumovi i kalcijumovi sapuni.

### Aparati za gašenje požara
Požarske vatre koje uključuju masti i ulja za kuhanje (klasifikovane kao klasa K (SAD) ili F (Australija / Evropa / Azija)) gore toplije nego zapaljive tečnosti, čineći B klasu gašenje neefikasnom. Zapaljive tečnosti imaju tačku paljenja ispod 37 stupnjeva Celzijusa. Ulje za kuhanje je zapaljiva tečnost, jer ima tačku paljenja preko 37 stepeni Celzijusa. Takve požare treba gasiti vlažnim hemijskim sredstvima. Za gašenje požara ovog tipa dizajnirane su masti za gašenje i ulja za kuvanje putem saponifikacije. Agensi za gašenje se brzo pretvaraju u plamenu supstancu – nezapaljivi sapun. Ovaj proces je endoterman, što znači da se toplotne energije upija, što smanjuje temperaturu okoline, dodatno inhibirajući vatru.

## Uljane boje
Saponifikacija se može javiti kod slika ulja na platnu, uzrokujući vidljiva oštećenja i deformacije. U prvom sloju, boje ili slojevi ulja na platnu najčešće sadrže teške metale u pigmentima, kao što su belo olovo, crveno olovo, ili beli cink. Ako ti teški metali reaguju sa slobodnim masnim kiselinama u srednjem sloju ulja koje vezuje pigmente, sapuni mogu formirati sloj boje, koji onda može migrirati prema spoljašnjosti na površinu slike.
Saponifikacija u uljima na platnu je prvi put opisana 1997. godine. Smatra se da je široko raširena, nakon što je primećena u mnogim radovima koji datiraju iz XV kroz XX vijeka, zbog različitog geografskog porekla, a radovi naslikani na različitim nosačima, kao što su platno, papir, drvo, bakar. Hemijska analiza može otkriti da li se saponifikacija javlja u dubljim slojevima slike, pre nego što postanu vidljivi bilo koji znaci na površini, čak i na stogodišnjim slikama.
Saponifikovani regioni mogu deformirati površinu slika formiranjem vidljivih čvorića ili izbočina koje može izazvati svetlo. Ove sapunske grudice mogu biti istaknuta ne samo na određenim područjima slike, nego na celoj. Na čuvenoj slici Portrait of Madame X, Johna Singera Sargenta, na primer, kvržice su se pojavile samo na najcrnjim područjima, što može biti zbog toga što je korištena više u onim područjima nadoknade tendenciju crnih pigmenata da se upiju. Proces može formirati kredasto bele naslage na površini slika, deformacije često opisane kao "cvetanje" ili "procvetavanje", a može tokom vremena doprinijeti povećanju transparentnosti pojedinih boja slojeva unutar ulja na platnu.
Proces još uvek nije u potpunosti shvaćen. Saponifikacija se ne javlja u svim uljima na platnu koja sadrže prave materijale. Još uvek nije poznato šta pokreće proces, šta ga pogoršava ili da li se može zaustaviti. U ovom trenutku, retuširanje je jedini poznati način restauracije.

## Spoljašnje veze
- Animation of the mechanism of base hydrolysis